# Торесиљас, Колон (Уејтамалко)
Торесиљас, Колон (шп. Torrecillas, Colón) насеље је у Мексику у савезној држави Пуебла у општини Уејтамалко. Насеље се налази на надморској висини од 427 м.

## Становништво
Према подацима из 2010. године у насељу је живело 5 становника.

### Хронологија
| Година       | 2000       | 2005 | 2010 |
| ------------ | ---------- | ---- | ---- |
| Становништво | 11 (6 / 5) | 5    | 5    |

### Попис
| # | Индикатор                     | Вредност |
| - | ----------------------------- | -------- |
| 1 | Укупно домаћинстава           | 3        |
| 2 | Укупно насељених домаћинстава | 2        |
| 3 | Величина локације             | 1        |